# Andøy
Andøy is een gemeente in de fylke Nordland in Noorwegen. Het bestaat uit het eiland Andøya en een deel van Hinnøya. De eilanden maken deel uit van Vesterålen. De gemeente ligt op dezelfde breedte als Moermansk maar heeft een veel milder klimaat. De Hurtigruten stopt in Risøyhamn. De gemeente telde 4908 inwoners in januari 2017.

## Plaatsen in de gemeente
Tot de gemeente Andøy behoren onder meer de plaatsen Andenes Dverberg en Bjørnskinn, sinds deze op 1 januari 1964 fuseerden en de nieuwe gemeente Andøy vormden.
En verder:
- Bleik
- Risøyhamn

Alstahaug · Andøy · Beiarn · Bindal · Bø · Bodø · Brønnøy · Dønna · Evenes · Fauske · Flakstad · Gildeskål · Grane · Hadsel · Hamarøy · Hattfjelldal · Hemnes · Herøy · Leirfjord · Lødingen · Lurøy · Meløy · Moskenes · Narvik · Nesna · Øksnes · Rana · Rødøy · Røst · Saltdal · Sømna · Sørfold · Sortland · Steigen · Træna · Værøy · Vågan · Vefsn · Vega · Vestvågøy · Vevelstad

Fylker van Noorwegen